# Petr Orel
Petr Orel (* 3. září 1959 Nový Jičín) je český politik, ornitolog a ekolog, v letech 2016 až 2022 senátor za obvod č. 67 – Nový Jičín, v letech 1991 až 1998, 2002 až 2014 a 2018 až 2022 zastupitel (v letech 1991 až 1994 a 2006 až 2010 také radní) města Nový Jičín, člen Strany zelených.

## Vzdělání, profese a rodina
Maturoval na Střední zemědělské technické škole v Novém Jičíně a absolvoval dvouletou nástavbu v oboru ochrany přírody a ekologie. Později pracoval ve Vlastivědném ústavu v Novém Jičíně, resp. v Okresním vlastivědném muzeu v Novém Jičíně. Dva roky se živil také jako agronom a dispečer v zemědělství. Později byl zaměstnancem Okresního národního výboru, resp. Okresního úřadu v Novém Jičíně. Všechna povolání souvisela s ochranou přírody a krajiny.
V roce 1990 inicioval delimitaci Stanice pro záchranu volně žijících živočichů v Bartošovicích na Novojičínsku od státu pod nevládní organizaci Český svaz ochránců přírody. V současnosti je jejím vedoucím. Ve stanici pracuje od roku 1992. Od roku 2006 vede projekt Návrat orla skalního do České republiky, jehož cílem je vytvořit stabilní hnízdní populaci orla skalního a navrátit populaci orlů do původního stavu. V Bartošovicích se také zasadil o vybudování návštěvnického střediska – Domu přírody Poodří –, které se zaměřuje na ekologickou výchovu a osvětu.
Petr Orel je ženatý a žije v Novém Jičíně. S manželkou Marcelou má tři dcery – Michaelu, Markétu a Helenu.

## Politické působení

### Komunální politika
Na sklonku roku 1989 spoluzakládal Stranu zelených v Novém Jičíně, jejím členem je od roku 2006.
Do komunální politiky vstoupil, když byl v roce 1990 kooptován zastupitelem města Nový Jičín. Ve volbách v roce 1994 obhájil svůj mandát jako nestraník za SZ na kandidátce „Koalice ČMSS, SZ, HZ“, přičemž na kandidátce figuroval na posledním 30. místě, ale vlivem preferenčních hlasů skončil druhý. Ve volbách v roce 1998 kandidoval jako nezávislý na kandidátce „Sdružení SZ, MODS, NK“, ale neuspěl. Do zastupitelstva se vrátil po volbách v roce 2002, ve kterých kandidoval jako nezávislý za subjekt „Strana zelených a nezávislých kandidátů“. Ve volbách v roce 2006 i 2010 mandát obhájil, přičemž v obou případech vedl kandidátku SZ, a to již jako člen strany. Také ve volbách v roce 2014 byl zvolen zastupitelem města, avšak ještě v říjnu 2014 na mandát rezignoval. V komunálních volbách v roce 2018 byl jako člen Zelených zvolen zastupitelem města Nový Jičín, a to na kandidátce uskupení „Strana zelených s podporou TOP 09, SNK ED a STAN“. Původně figuroval na 20. místě, ale vlivem preferenčních hlasů skončil třetí. V komunálních volbách v roce 2022 kandidoval z 12. místa kandidátky uskupení „Strana zelených s Piráty, TOP 09 a STAN“ do zastupitelstva Nového Jičína. Vlivem preferenčních hlasů však skončil druhý, a obhájil tak mandát zastupitele. Po volbách ale na post zastupitele města rezignoval.
Po dvě volební období (1991–1994 a 2006–2010) byl také radním města.

### Krajské volby
V krajských volbách v roce 2000 kandidoval jako nestraník za SZ na kandidátce subjektu „Koalice neparlamentních stran“ (tj. SZ a SŽJ) do Zastupitelstva Moravskoslezského kraje, ale neuspěl. Do krajského zastupitelstva se nedostal ani ve volbách v roce 2004 jako nestraník na samostatné kandidátce SZ, ani ve volbách v roce 2008 na kandidátce SZ jako člen SZ. Neúspěšně dopadly také kandidatury ve volbách v letech 2012 a 2016 (ve druhém případě jako člen SZ za subjekt „PRO REGION“, koalici SZ a SNK ED). V krajských volbách v roce 2020 neúspěšně kandidoval do Zastupitelstva Moravskoslezského kraje z 15. místa kandidátky subjektu „Koalice STAN, Zelení, NEZ“.

### Sněmovní a evropské volby
Ve volbách do Poslanecké sněmovny PČR v roce 2006 kandidoval v Moravskoslezském kraji jako nestraník za SZ, ale neuspěl. Do Sněmovny se nedostal ani jako člen SZ ve volbách v roce 2010 a 2013.
Ve volbách do Evropského parlamentu v roce 2009 kandidoval za SZ, ale neuspěl. Ve volbách do Evropského parlamentu v červnu 2024 kandidoval na 28. místě kandidátky Zelených. Strana však získala pouze 1,55 % hlasů, a zvolen tak nebyl.

### Kandidatura do Senátu

#### 2016
Ve volbách do Senátu PČR v roce 2016 kandidoval za SZ a KDU-ČSL v obvodu č. 67 – Nový Jičín. Se ziskem 33,73 % hlasů postoupil z prvního místa do druhého kola, v němž porazil poměrem hlasů 74,23 % : 25,76 % sociálního demokrata Jaroslava Dvořáka. Stal se tak senátorem.
V Senátu působil mj. jako místopředseda Výboru pro záležitosti Evropské unie a místopředseda Stálé komise Senátu VODA – SUCHO. V legislativní oblasti se věnoval hlavně ochraně životního prostředí, opatřením na kontrolu znečištění a ochranu spotřebitele. Byl členem klubu SEN 21 a Piráti.

#### 2022
Ve volbách do Senátu PČR v roce 2022 obhajoval za Zelené mandát senátora v obvodu č. 67 – Nový Jičín. Podporu získal i od dalších stran a hnutí, konkrétně od SEN 21, Pirátů, STAN a LES. Svou podporu mu rovněž vyjádřili ekolog a politik Bedřich Moldan, bývalý ministr životního prostředí ČR Libor Ambrozek, bývalý senátor za obvod č. 27 – Praha 1 Václav Hampl a místopředsedkyně Senátu PČR Jitka Seitlová. Se ziskem 19,60 % hlasů se umístil na 3. místě, nepostoupil do 2. kola voleb, a mandát tak neobhájil.

## Ocenění
V roce 2021 mu byla udělena Cena Ivana Dejmala za dlouhodobou činnost na projektu návratu orla skalního do České republiky.